# Liste von Bergwerken in Wuppertal

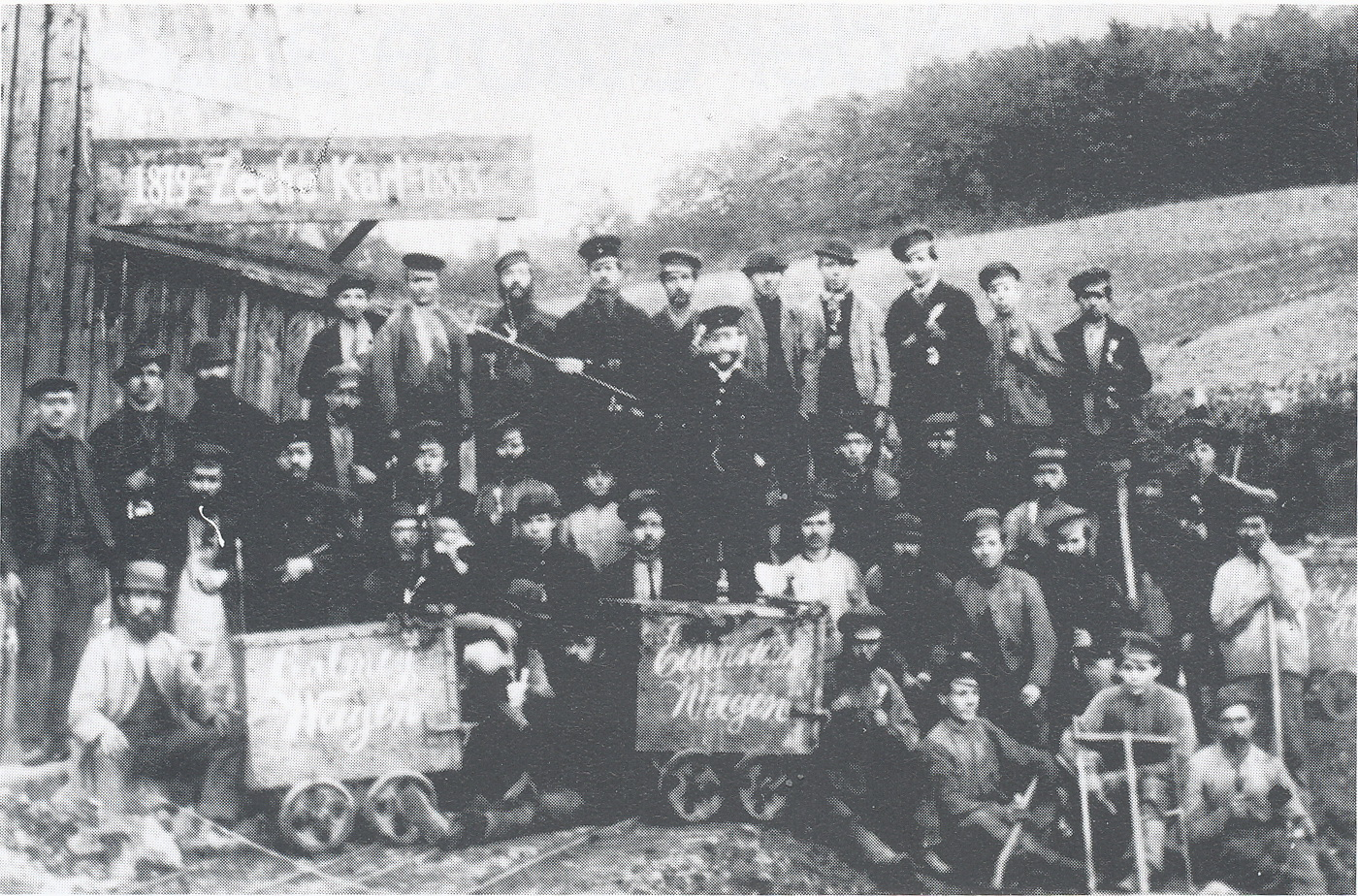
Belegschaft der Zeche Karl, 1883

Die Liste von Bergwerken in Wuppertal umfasst die stillgelegten Bergwerke in Wuppertal, Bergisches Land.

## Geschichte
In Wuppertal wurden Braunkohle, im geringen Umfang Steinkohle sowie verschiedene Erze gefördert.

## Liste
Die Zeitpunkte bedeuten ggf. auch den Verleih der Rechte, Beginn der Teufe, bzw. Verfüllung und Abriss bis zur endgültigen Schließung. Ggf. standen die Anlagen auch zwischenzeitlich still.
| Name                                        | Stadt und Ortsteil                 | Beginn | Ende         | Anmerkungen                    |
| ------------------------------------------- | ---------------------------------- | ------ | ------------ | ------------------------------ |
| Zeche Armin                                 |                                    |        |              | Zink                           |
| Zeche Carolina / Am Katzenbruch im Dönberge | Katzenbruch, Uellendahl-Katernberg | 1749   | nach 1865    | Steinkohlenbergbau             |
| Zeche Karl                                  | Langerfeld                         | 1856   | 1896         | Eisenstein- und Galmeibergwerk |
| Zeche Sonntagskind                          | Vohwinkel                          |        | 1920er Jahre | Braunkohle                     |
| Zeche Vohwinkel                             | Vohwinkel                          |        |              | Braunkohle                     |